# Гришин, Леонид Александрович
Леонид Александрович Гришин (19 июля 1923 — 1992) — передовик советской оборонной промышленности, слесарь-сборщик Тульского оружейного завода, Герой Социалистического Труда (1962).

## Биография
Родился в 1923 году в городе Туле, в семье потомственного оружейника.
Официально трудиться стал в 1944 году, поступив на Тульский оружейный завод учеником слесаря-сборщика. В дальнейшем стал высококлассным специалистом. Выполнял самые сложные работы. Являлся примером для молодёжи и отличным наставником.
Указом Президиума Верховного Совета СССР от 12 мая 1962 года (закрытым) за достижение высоких показателей в производственной деятельности Леониду Александровичу Гришину было присвоено звание Героя Социалистического Труда с вручением ордена Ленина и медали «Серп и Молот».
Позже он возглавил бригаду, которая стала инициатором социалистического соревнования к 50-летию Октябрьской Социалистической революции.
Продолжал трудиться на заводе. Избирался депутатом Верховного Совета СССР 6-го и 7-го созывов.
Проживал в городе Туле. Умер в 1992 году.

## Награды
За трудовые успехи был удостоен:
- золотая звезда «Серп и Молот» (12.05.1962)
- орден Ленина (12.05.1962)
- Орден Трудового Красного Знамени (26.04.1971)
- другие медали.